# Hnutí za občanskou svobodu
Hnutí za občanskou svobodu (HOS) bylo československé nezávislé politické hnutí, které 15. října 1988 vzniklo v prostředí Charty 77. Iniciátorem jejího vzniku byl signatář charty a nezávislý socialista Rudolf Battěk. Členy Hnutí za občanskou svobodu se postupně stala i řada lidí, kteří nebyli signatáři Charty. Hnutí si kladlo za cíl spojit všechny demokraticky smýšlející síly v komunistickém Československu od umírněné levice po umírněnou pravici.
Ve svém úvodním dokumentu – manifestu Demokracii pro všechny – požadovali nastolení pluralitní demokracie, umožnění drobného a středního podnikání nebo ochranu životního prostředí. Text upozorňoval na hluboký mravní úpadek československé společnosti. Tímto prohlášením se stalo HOS prvním skutečným politickým oponentem vládnoucí KSČ. Byl to také počátek diferenciace vnitřně velmi různorodé Charty 77. Manifest podepsalo 126 občanů, mezi nimi i Václav Havel. Hnutí vydávalo časopis Alternativa a interní věstník Zpravodaj HOS.
HOS spolu s dalšími občanskými iniciativami zorganizovalo 10. prosince 1988 na pražském Škroupově náměstí první oficiálně povolenou manifestaci opozičních seskupení v období normalizace.
Několik představitelů hnutí bylo po jeho založení perzekvováno, proti některým bylo zahájeno trestní stíhání, jiní dostali prokurátorskou výstrahu.
V červnu 1990 se Hnutí účastnilo prvních svobodných parlamentních voleb, ale s výsledkem 0,3 % ve Sněmovně lidu a 0,29 % ve Sněmovně národů nepřekonalo 5% hranici a nezískalo žádný mandát.